# Lycée Comte de Foix
Il Lycée Comte de Foix di Andorra la Vella è una scuola secondaria pubblica francese all'estero inserita nel sistema d'istruzione di Andorra. Dipende dalla circoscrizione educativa dell'Académie de Montpellier.